# Цзян Вень
Цзян Вень (кит.: 姜文; *5 січня 1963, Таншань) — китайський актор, сценарист, режисер.

## Життєпис

### Акторська кар'єра
Народився 5 січня 1963 року у м.Таншань (провінція Хебей). Походив з родини військових. У 1969 році разом із батьками перебрався до Пекіна. З 1980 до 1984 року навчався в Центральному театральному інституті Китаю. Через дев'ять місяців отримав свою першу роль, зіграв імператора Пуї у фільмі «Остання імператриця» режисера Чень Цзялінь. Під час цієї роботи молодий актор вперше продемонстрував рідкісне завзятість у досягненні результату. Ніхто не знав, як грати імператора Пуі, і Цзян шукав відомості про нього в архівах, у кінохроніці, обговорював й обмінювався думками про характер героя з колегами і навіть звернувся за допомогою до молодшого брата Пуї. Дебют виявився вдалим, проте в цьому фільмі талант молодого кіноактора проявився не повністю.
У 1986 році Цзян Вень почав співпрацювати зі відомим режисером Сє Цзінєм, зіграв головну чоловічу роль у його фільмі «Селище Фужун». Роботу хвалили і глядачі, і критики. Цзян Вень став кінозіркою. Фільм «Селище Фужун» приніс акторові не тільки популярність, а й безліч нових можливостей. Влітку 1987 року його запрошує Чжан Імоу на головну чоловічу роль у картині «Червоний гаолян». Цзян відчував, що був народжений для цієї ролі, і зіграв чудово. Картина отримала визнання не тільки в Китаї, але і в світовому кінематографі. Завдяки цьому фільму Цзян Вень став китайської суперзіркою.
Акторська кар'єра Цзян Веня просувалася успішно, але його це не влаштовувало: як актор він здатний впливати на виконання лише своєї ролі, а йому хотілося більшого, щоб грали і знімали виходячи з його розуміння. Він вирішив стати режисером і зняти власну картину.

### Режисер
У новому для себе амплуа сценариста і режисера у 1995 році Цзян Вень представив свій перший фільм «Сонячні дні». Дебют виявився більш ніж вдалим. Критика, глядачі одностайно добре оцінили нову роботу Цзяна. Картина «Сонячні дні» принесла непогані касові збори, близько 50 млн юанів, посівши перше місце серед китайських фільмів того року. Фільм «Сонячні дні» приніс Цзян Веню заслужену популярність і визнання. У 1995 році картина була відзначена на 51-му Венеціанському кінофестивалі призом за найкращу чоловічу роль. Крім того фільм у 1995 році очолив рейтинг десяти найкращих фільмів світу, складений американським журналом «Тайм».
Цзян Вень продовжив пошуки та експерименти в області кіномистецтва. У цей час він поєднує акторську діяльність з роботою режисера. У 1998 році Цзян Вень як режисер зняв свій другий фільм «Дияволи на порозі», в якому виконав головну роль. Картина приділяє велику увагу відображенню невігластва людини і безглуздості війни. У той час цензура Китаю ще не була готова до подібного одкровення, які чесно показували людські слабкості, тому прем'єру фільму довелося відкласти. Обов'язкова процедура цензури виявилася настільки тривалої і складної, що Цзян Вень без дозволу влади вирішив показати його на 53-му Каннському кінофестивалі. Фільм «Дияволи на порозі» справив фурор і завоював приз журі. Але, незважаючи на успіх картини за кордоном, за самоуправство Цзян Веня позбавили права на режисуру. Йому довелося зайнятися тільки акторською роботою. З 2000 року він знявся в декількох картинах, які теж мали успіх. Серед них були «Зниклий пістолет», «Жасмин розцвітає» і «Лист від незнайомої жінки», які без винятку супроводжувалися аншлагом. У цих фільмах Цзян Вень не тільки повністю проявив свої чудові акторські здібності, але і справив великий вплив на стиль цих робіт.
Протягом 7 років Цзян шукав нову тему для майбутньої роботи. І у 2007 році його нова картина «І сходить сонце» дійсно справило враження на кіноспільноту. Злегка абсурдна історія про молоду людину, що живе у віддаленому селі, його божевільну мати та про людей, яких за різні провини заслано до провінцію на «перековування». Сюжет складається з чотирьох маленьких історій, які сталися у 1960-1970-ті роки. Ці історії об'єднані абсурдною любов'ю. Відрізняючись реалізмом, в той же час фільм схожий на сон, в якому не все зрозуміло та логічно. У ньому переплелися різні емоції людини, внутрішні інь і ян, їх боротьба і єдність. У цих конфліктах і внутрішню кризу криється глибокий зміст, який викликає співчуття глядачів. У 2007 році фільм «І сходить сонце» став причиною широкого суспільного резонансу.
Наступні значущі роботи Цзян Веня — це «Нью-Йорку, я люблю тебе» (2008 рік) та «Нехай летять кулі» (2010 рік).